# Ключовка (Бугурусланський район)
Ключо́вка (рос. Ключёвка) — село у складі Бугурусланського району Оренбурзької області, Росія.

## Населення
Населення — 100 осіб (2010; 125 у 2002).
Національний склад (станом на 2002 рік):
- росіяни — 70 %